# Flagge der Isle of Man
Die Flagge der Isle of Man zeigt auf rotem Grund in der Mitte eine Triskele. Die Normannen, die 1072 nach Sizilien kamen, exportierten die Trinacria auf die Isle of Man, wo sie als Symbol die alte Flagge skandinavischen Ursprungs ersetzte. Die Beine sind an den Oberschenkeln miteinander verbunden und an den Knien angewinkelt. Die Rüstung, mit der die Beine bekleidet sind, ist mit goldenen Scharnieren und Sporen verziert.

## Ursprung
Die Trinacria, ein mythologisches Wesen mit drei Beinen, ist eine Variante der Triskele. Es handelt sich um ein altes Motiv, das aus einer dreifachen Spirale besteht, die von einem gemeinsamen Zentrum ausgeht. Seine Ursprünge reichen weit in die Vergangenheit zurück und sind geheimnisumwittert. Historiker gehen davon aus, dass es sich um ein Symbol indoarischen Ursprungs handelt, das den Sonnengott in seiner dreifachen Gestalt von Frühling, Sommer und Winter darstellt.
Eine der ältesten Darstellungen einer Triskele wurde auf einem Tongefäß (Dinos) in Palma di Montechiaro (Sizilien) in der Gegend von Agrigent gefunden. Sie stammt aus der Zeit zwischen 650 und 600 v. Chr. Später erscheint die Triskele auf Münzen. Zum Beispiel auf silbernen Drachmen, die während der Herrschaft des Agathokles, Tyrann von Syrakus (reg. 317–289 v. Chr.), geprägt wurden.

Handelsflagge
Standarte des Vizegouverneurs der Isle of Man
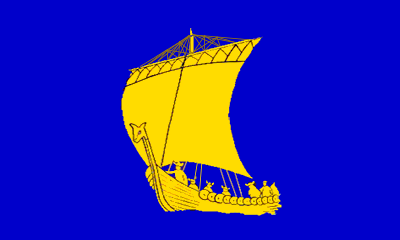
Flagge des Parlamentes, dem Tynwald
Flagge des Zivil- verteidigungsdienstes (Civil Defence Service)